# Maty Mint Hamady
Pour les articles homonymes, voir Hamady.
Maty Mint Hamady née le 21 novembre 1967 à Aïoun El Atrouss (Mauritanie), est une femme politique mauritanienne, ministre de la Fonction publique et de la Modernisation de l'Administration entre le 22 mars 2011 et le 20 août 2014.

## Biographie

### Études
Maty Mint Hamady est titulaire d'un Baccalauréat scientifique obtenu en 1986 au lycée de filles de Nouakchott, et d'une maîtrise en économie de l'université de Nouakchott en 1990. 
Elle intègre un cycle international à l'École nationale d’administration de Paris en 2002. 

### Carrière
Maty Mint Hamady a commencé sa carrière en 1991 comme cadre à la direction financière de la ville de Nouakchott. De 1993 à 1997, elle est Cheffe de la division du recensement fiscal de la commune, et de 1997 à 1999 Cheffe de service des relations extérieures de la ville.
Maty Mint Hamady devient en 1999 auditrice à la Cour des comptes. 
À partir de 2007, elle est membre du Conseil de politique monétaire de la Banque centrale de Mauritanie, et de 2006 à 2008, elle est directrice de la concurrence, de la protection des consommateurs et de la répression des fraudes au ministère du Commerce et de l'Industrie. De janvier à août 2009, elle occupe le poste de directrice adjointe de la Société nationale d'import-export (Sonimex); puis nommée commissaire à la promotion des investissements étrangers en Mauritanie,.
Maty Mint Hamady est, depuis le 22 mars 2011, ministre de la Fonction publique et de la Modernisation de l'Administration (fonction qu'elle occupe jusqu'en 2014). En août 2011, elle fait passer le salaire minimum de 21 000 à 30 000 ouguiya (+ 43 %).
En avril 2014, Maty Mint Hamady est élue maire de Nouakchott, première femme à la tête de la capitale mauritanienne, à 25 voix contre 12 pour son concurrent, Elhacen Ould Mohamed. 

## Vie privée
Maty Mint Hamady est mariée et est mère de quatre enfants.